# Baccio Maria Bacci
Baccio Maria Bacci (Firenze, 8 gennaio 1888 – Firenze, 8 ottobre 1974) è stato un pittore italiano.

## Biografia
Figlio di Adolfo Bacci (a sua volta pittore), segue i corsi di Adolfo De Carolis e Giovanni Fattori all'Accademia di belle arti di Firenze, ma interrompe gli studi per dedicarsi a ricerche personali influenzato da Cézanne. Debuttò a Firenze nel 1910 con una mostra allestita assieme a Giovanni Costetti, guadagnandosi il favore di critici come Emilio Cecchi, Thomas Neal (Angelo Cecconi), Matteo Marangoni. Nel 1913 si accosta alle tematiche del futurismo e in seguito trascorre un breve periodo a Parigi. Parte per la guerra e nel 1919 torna a Fiesole e riprende a dipingere. Nel 1922 gli viene concessa una sala personale, alla Primaverile fiorentina, dove espone opere che rivelano lo studio della grande pittura seicentesca.
Seguono anni ricchi di partecipazioni alle principali esposizioni nazionali e internazionali, di contatti con l'ambiente intellettuale vicino alla rivista "Solaria", alla quale Bacci collabora con scritti, disegni e contributi critici. Fra il 1929 e il 1962 realizza diciotto degli affreschi che illustrano la vita di San Francesco d'Assisi nel Corridoio delle Stimmate, al Santuario della Verna. Nel 1931 partecipa alla prima Quadriennale di Roma. Nel 1934 dipinge le Sette opere di misericordia, per la sagrestia della chiesa del convento di San Francesco di Fiesole.
Durante la Seconda guerra mondiale viene nominato presidente della Commissione per la protezione delle opere d'arte del Comune di Firenze. Dal 1948 torna ad esporre, con una personale ordinata alla Galleria Gian Ferrari di Milano. La pittura da cavalletto di questo periodo guarda al romanticismo nordico e all'intimismo degli interni di Vermeer, con una attenzione particolare all'ordine compositivo e alla qualità della luce. Dal 1953 al 1955 lavora al mosaico per l'abside del duomo di Salerno e agli affreschi per la chiesa di Sant'Andrea a Rovezzano. Dal 1955 vive a Roma e collabora alle riviste "Fede e Arte" e "Letteratura". Nel 1957 esegue gli affreschi della collegiata di Montevarchi, di argomento francescano. Nel 1965 disegna il grande mosaico absidale della Chiesa di San Giuseppe Calasanzio di Milano, realizzato dal pittore Franco d'Urso. Muore nel 1974, due anni dopo il rientro a Firenze, nel 1972.
Una sua opera del 1913, intitolata il Tram di Fiesole che si trova al museo Novecento, a Firenze è del periodo in cui aderisce al futurismo. Due sue opere Solaria alle giubbe rosse e soprattutto Riposo dei cavatori su monte Ceceri, del 1925 (quadro acquistato alla biennale del 1926) si trovano alla galleria di Palazzo Pitti, a Firenze; una sua opera del 1925 Il figliol prodigo è al Museo del Novecento, a Milano; un suo autoritratto con tre amici, di quattro metri quadri Pomeriggio a Fiesole, si trova nellacollezione degli autoritratti della Galleria degli Uffizi.
Partecipa alla I, II, V e VIII Quadriennale di Roma e alle biennali di Venezia del 1924, 1926, 1928, 1930, e anche in quelle successive e nella prima dopo la guerra del 1948.

## Baccio Maria Bacci nei musei
- Museo Novecento di Firenze